# 函館地方海難審判所
函館地方海難審判所（はこだてちほうかいなんしんぱんしょ）は、海難審判法に基づき設置されている国土交通省所管の特別の機関である海難審判所の内、東京の海難審判所で取り扱う「重大な海難」以外の管轄区域において発生した海難について審判を実施する地方海難審判所の一つ。

## 沿革
- 1897年4月6日 - 函館に函館地方海員審判所を設置。
- 1943年11月 - 函館地方海員審判所を小樽に移転、小樽地方海員審判所に改称。
- 1948年2月29日 - 海員審判所に代えて海難審判所を設置したことに伴い、小樽地方海難審判所に改称。
- 1949年6月1日 - 運輸省の外局として海難審判庁を設置、小樽地方海難審判庁に改称。
- 1951年2月23日 - 小樽地方海難審判庁が函館に移転、函館地方海難審判庁に改称。
- 2008年10月1日 - 海難審判庁の廃止と海難審判所の設置に伴い、函館地方海難審判庁を廃止し、函館地方海難審判所を設置。

## 管轄区域
- 北海道（北方領土を含む）沿岸、津軽海峡の北海道側
- オホーツク海全域、ロシア連邦・カムチャツカ州以西のベーリング海及び北太平洋の一部
- ロシア連邦・ハバロフスク地方以北の日本海

## 所在地
- 040-0061 北海道函館市海岸町24-4 函館港湾合同庁舎5階